# Bulbophyllum stenorhopalon
Bulbophyllum stenorhopalon är en orkidéart som beskrevs av Rudolf Schlechter. Bulbophyllum stenorhopalon ingår i släktet Bulbophyllum och familjen orkidéer. Inga underarter finns listade i Catalogue of Life.